# Chindanai Wongpraset
Chindanai Wongpraset (thailändisch ชินดนัย วงษ์ประเสริฐ, * 15. November 1987) ist ein thailändischer Fußballspieler.

## Karriere
Chindanai Wongpraset stand bis Ende Mai 2018 beim Kasetsart FC unter Vertrag. Wo er vorher gespielt hat, ist unbekannt. Der Verein aus der thailändischen Hauptstadt Bangkok spielte in der zweiten Liga des Landes, der Thai League 2. Von Juni 2018 bis Dezember 2018 war er vertrags- und vereinslos. Am 1. Januar 2019 nahm ihn der Zweitligaaufsteiger Ayutthaya United FC unter Vertrag. Für den Verein aus Ayutthaya spielte er 28-mal in der zweiten Liga. Anfang 2020 unterschrieb er in Kanchanaburi einen Vertrag beim Drittligisten Muangkan United FC.  Mit Muangkan spielte er in der Western Region der dritten Liga. Am Ende der Saison wurde er mit dem Verein Meister der Region. In den Aufstiegsspielen zur zweiten Liga belegte man den zweiten Platz und stieg somit in die zweite Liga auf.

## Erfolge
Muangkan United FC
- Thai League 3 – West: 2020/21
- Thai League 3 – National Championship: 2020/21 (2. Platz)  ▲